# El ring
El ring (anglès: The Ring) és una pel·lícula britànica muda dirigida per Alfred Hitchcock, estrenada el 1927. Els intertítols han estat traduïts al català.

## Argument
Es tracta d'un triangle amorós entre un jove boxejador, la seva esposa i un campió de boxa.
Jack, un boxejador de fira, és descobert per Bob Corby, un campió de boxa. Aquest flirteja amb Nellie, la promesa de Jack, i dona l'oportunitat al boxejador aficionat de fer una carrera. Jack i Nellie es casen en presència de tots els més curiosos espècimens de la fira. Després comença el seu recorregut professional. Guanya partits i es fa ric, però la seva dona s'allunya d'ell, i surt amb Bob Corby. Després ve un enfrontament de campionat entre els dos homes; Jack és fàcilment vençut per Bob, però Nellie torna amb ell.

## Repartiment
- Carl Brisson: "One-Round" Jack Sander
- Lillian Hall-Davis: Nellie
- Ian Hunter: Bob Corby, el campió
- Gordon Harker: L'entrenador de Jack[2]

## Al voltant de la pel·lícula
- El títol original The Ring, l'anell, simbolitza a la vegada el lloc de trobada de la boxa, l'aliança del matrimoni, el braçalet ofert per l'amant, el cercle que es tanca de nou quan la dona deixa l'amant per tornar amb el seu marit.[cal citació]
- Hitchcock fa aparèixer personatges típics de les fires (siamès, gegant, nan...), com més tard a  Saboteur .[cal citació]